# General Purpose Interface
General Purpose Interface [ˈdʒenərəl ˈpɜːpəs ˌɪntəˈfeɪs] (kurz GPI) bezeichnet eine plattformübergreifende Schaltverbindung zwischen Geräten verschiedener Hersteller meist fernsehtechnischer Geräte.
GPI ist unabhängig von Datenprotokollen. Es handelt sich um die Verbindung mittels eines einfachen Schaltkontaktes auf einem zweiadrigen Kabel. Das GPI empfangende Gerät legt eine niedrige Gleichspannung am Kabel an. Wenn das sendende Gerät einen Impuls auslöst, indem der Kontakt zwischen den beiden Adern durch ein Relais kurzgeschlossen wird, reagiert das empfangende Gerät mit der dort unabhängig programmierten Funktion. Alternativ kann die Verbindung und damit der am Kabel anliegende kleine Stromkreis dauerhaft geschlossen sein und zur Auslösung der Funktion am sendenden Gerät kurz geöffnet werden.
In Fernsehstudios ist GPI beispielsweise häufig zwischen einem Bildmischer und Effektgeräten (digitales Videoeffektgerät) zu finden. Hier schickt der Bildmischer ein GPI-Signal zum Effektgerät und löst damit einen Videoeffekt aus. Durch die einfache technische Realisierung von GPI werden aber auch häufig andere Geräte verschiedenster Bauart, zum Beispiel aus der Bild-, Ton- und Lichttechnik, auf diese Art unkompliziert untereinander verbunden.